# Erlaufboden
Erlaufboden är en dal i Österrike.   Den ligger i förbundslandet Niederösterreich, i den östra delen av landet, 90 km väster om huvudstaden Wien.
I omgivningarna runt Erlaufboden växer i huvudsak blandskog. Runt Erlaufboden är det ganska glesbefolkat, med 28 invånare per kvadratkilometer.